# Kurt von dem Borne
Pour les articles homonymes, voir Borne.
Kurt Gotthelf Kreuzwendedich von dem Borne (né le 19 mai 1857 à Francfort-sur-l'Oder et mort le 22 novembre 1933 à Berlin-Wannsee) est un général d'infanterie prussien pendant la Première Guerre mondiale.

## Biographie

### Origine
Kurt est issu de la famille noble brandebourgeoise von dem Borne. Il est le fils du major prussien Albert von dem Borne (1804-1883), marié en secondes noces à Mathilde von Waldow (de). Son frère aîné est le lieutenant-général Hermann von dem Borne (de).

### Carrière militaire
Borne entre le 23 avril 1874 dans le 83e régiment d'infanterie de l'armée prussienne à Cassel, en tant que sous-lieutenant issu du corps des cadets. Le 29 avril 1879, il est transféré ensuite à Thorn dans le 21e régiment d'infanterie (de), où il est nommé adjudant du 2e bataillon le 1er février 1880. Dix mois plus tard, il est transféré au commandement de district de Konitz dans la même fonction. Borne y reste jusqu'à son commandement à l'Académie de guerre le 1er octobre 1882, après quoi il est nommé premier lieutenant à l'état-major général et transféré le 22 mars 1888 au 26e régiment d'infanterie à Magdebourg. Après sa promotion au grade de capitaine, il y occupe le poste de commandant de compagnie à partir du 16 février 1889. En tant que major (depuis le 27 janvier 1898), Borne est muté le 18 août 1899 à Francfort-sur-le-Main dans le 81e régiment d'infanterie (de), où il est nommé commandant du 2e bataillon le 27 janvier 1900.
Le 22 mars 1903, il est nommé commandant de l'école de guerre de Dantzig, où Borne est promu lieutenant-colonel le 20 juillet 1904 et colonel le 14 avril 1907. En tant que tel, il est ensuite nommé commandant du 163e régiment d'infanterie (de) à Neumünster. En même temps que sa promotion au grade de général de division le 20 mars 1911, Borne prend ensuite en charge la 5e brigade d'infanterie à Stettin, avant d'être nommé commandant de la 13e division d'infanterie à Münster le 1er octobre 1913, tout en étant promu lieutenant-général. Celle-ci dépend du 7e corps d'armée, qui dépend lui-même de la 2e armée allemande au début de la Première Guerre mondiale.
Après la mobilisation, la division entre en Belgique neutre, où elle participe d'abord au siège de Liège. Ses troupes réussissent à s'emparer les forts Fléron, Chaudfontaine, Hollogne et Flémalle. La grande unité participe ensuite à la bataille de la Sambre et poursuit sa progression au-delà de la frontière française. Puis, en février 1917, Borne devient chef du 6e corps de réserve dans l'Artois. Lors de l'offensive allemande Michael en mars 1918, le groupe Borne se trouve dans le secteur de la 17e armée allemande. Le 18 avril 1918, il est promu général d'infanterie. En juillet 1918, son corps renforce le front de la 7e armée allemande dans la zone sud-ouest de Reims et attaqua près de Chambrecy pendant la deuxième bataille de la Marne. Après la contre-offensive française depuis la Forêt de la Montagne, le corps d'armée doit se replier sur l'Aisne.
Après la fin de la guerre, il est nommé le 20 décembre 1918 général commandant du 6e corps d'armée à Breslau. Dans cette fonction, Borne est également commandant en chef du haut commandement de l'armée de la protection des frontières sud à partir du 10 janvier 1919. Le 28 juin 1919, il est transféré aux officiers de l'armée et quitte le service militaire le 10 juillet 1919, à sa demande.

### Famille
Borne a cinq enfants, dont:
- Kurt (de) (1885-1946), vice-amiral pendant la Seconde Guerre mondiale
- Annemarie  (née en 1887)
- Dietrich (1891–1916), lieutenant et observateur dans le 6e groupe d'aviation de campagne, chute mortelle.

## Décorations militaires
- Ordre de la Couronne de 2e classe avec étoile[1]
- Croix de décoration de service prussien[1]
- Croix d'officier d'honneur de l'ordre de la Maison de Lippe[1]
- Commandant de 1re classe de l'ordre de l'Épée[1]
- Croix de fer (1914) de 2e et 1re classe
- Pour le Mérite avec feuilles de chêne
  - Pour le Mérite le 9 avril 1918
  - Feuilles de chêne le 7 novembre 1918
- Ordre de l'Aigle rouge de 1re classe avec feuilles de chêne et épées en septembre 1918